# خالد بن سنان

آرامگاه منسوب به خالد بن سنان

خالد بن سنان عبسی بر اساس روایات اسلامی شخصیتی مورد احترام در عربستان پیش از اسلام بود که به نظر می‌رسد مابین قرن اول تا هفتم میلادی می‌زیسته است. منابع تاریخی روایت می‌کنند که او از پیامبرانی بود که از اسماعیل آغاز و به محمد ختم شدند.